# دختری با جلد ماه
دختری با جلد ماه (انگلیسی: La ragazza dalla pelle di luna) یک فیلم درام اِروتیک است که در سال ۱۹۷۳ منتشر شد. از بازیگران آن می‌توان به زئودی آرایا، ببا لونچار، اوگو پالیائی و جاکومو روسی استوارت اشاره کرد.